# Personální kompozitní instrument
Personální kompozitní instrument (Personal Composite Instrument, PCI) je typ syntetických finančních instrumentů, který je tvořen vyjádřením hodnoty podkladového investičního portfolia v jednotkách kotačního portfolia. V matematické podobě historická hodnota nebo bezrozměrná kotace PCI v každém časovém období je vypočtena na základě modelu cross kurzu, tj. jako poměr:
{\displaystyle PCI={\frac {\sum _{i=1}^{M}N_{i}\cdot P_{B}^{i}}{\sum _{j=1}^{N}N_{j}\cdot P_{Q}^{j}}}={\frac {B(USD)}{Q(USD)}}}
Tady B(USD) a Q(USD) jsou hodnoty podkladového a kotačního portfolia vyjádřené v amerických dolarech. Ni – počet jednotek aktiv i podkladového portfolia a PiB – její aktuální cena. Patřičně, Nj- počet jednotek aktiva j kotačního portfolia a PjB – její aktuální cena. V jednoduchém případě jako podkladové aktivum může být Google, a kotační – Apple. Při jedinečném objemu podkladové a kotační části běžný kurz kompozitního instrumentu Google/Apple se vytváří jako poměr ceny jedné akcie Google a jedné akcie Apple.
Vytvoření kompozitních instrumentů, tedy určení vzorce PCI, vyžaduje přímé zadání souboru aktivní (podkladové) a pasivní (kotační) části. Je nutné určit objem každého z aktiv v relativním nebo absolutním vyjádření.
Obchodní operace s kompozitním instrumentem se uskuteční následujícím způsobem:
Nákup
1. Určení objemu prostředků V0(USD), vynaložené na nákupní operaci kompozitního instrumentu – tj. objem PCI;
2. Nákup NB jednotek podkladového portfolia s tou podmínkou, že {\displaystyle {V}_{0}={N}_{B}{P}_{B}(USD).} Zde PB(USD) – cena jednotky podkladového portfolia vyjádřená v amerických dolarech;
3. Prodej NQ jednotek CFD kotačního portfolia s tou podmínkou, že {\displaystyle {V}_{0}={N}_{Q}{P}_{Q}(USD).}Zde PQ(USD) – cena jednotky kotačního portfolia vyjádřená v amerických dolarech.

Prodej
1. Určení investorem objem prostředků V0(USD), vynaložené na prodejní operaci kompozitního instrumentu – tj. objem PCI;
2. Nákup NQ  jednotek kotačního portfolia s tou podmínkou, že {\displaystyle {V}_{0}={N}_{Q}{P}_{Q}(USD).} Zde PQ(USD) – cena jednotky kotačního portfolia vyjádřená v amerických dolarech;
3. Prodej NB jednotek CFD kotačního portfolia s tou podmínkou, že {\displaystyle {V}_{0}={N}_{B}{P}_{B}(USD)}. Zde PB(USD) – cena jednotky podkladového portfolia vyjádřena v amerických dolarech.

Je třeba poznamenat, že po otevření pozice historické kotace odpovídají skutečné hodnotě kompozitního instrumentu. V době otevření pozice automaticky dle Podmínky 3 se provádí normalizace: {\displaystyle PCI=1.} Tato podmínka je zajištěna změnou objemu kotační části syntetického instrumentu. Škálování ceny, které se uskuteční při provádění operace neovlivní výsledky technické analýzy, která může být provedena dle nenormalizovaných historických kotací.
Po otevření pozice výnosnost jednotlivé transakce PCI vzhledem k normalizaci se vyjadřuje na základě dalšího poměru:
{\displaystyle R(\%)=\left({\frac {{N}_{B}}{{N}_{Q}}}\right){\Delta PCI}\cdot 100\%={\frac {{N}_{B}{P}_{B}(USD)-{N}_{Q}{P}_{Q}(USD)}{{V}_{0}}}\cdot 100\%}
Zde {\displaystyle \Delta PCI} označuje přírůstek ceny kompozitního instrumentu během držení pozice. Takže po otevření pozice výnosnost nezávisí na počátečních cen podkladového a kotačního portfolia a stanoví se strukturou kompozitního instrumentu aktuální hodnotou podkladového a kotačního portfolia.
Obchodní model kompozitních instrumentů plně odpovídá modelu transakcí s cross páry měn, např. EUR/CHF nebo EUR/NZD. Každá nákupní a prodejní operace zadaného objemu kompozitního instrumentu odpovídá provádění dvou protisměrných operací s aktivy podkladové a kotační části. Přitom dodatečné náklady investora včetně spreadu, swapu atd. stanoví se částkou nákladů každé z otevřených pozic. Výpočet dividend se uskuteční na stejném principu.
Automatická realizace a obchodování kompozitními instrumenty jsou představeny v obchodní platformě NetTradeX na základě teoretického modelu GeWorko: historie kotací, technické indikátory, rozhraní rychlého otevření pozice atd.
Účelem sestavení personálního kompozitního instrumentu, jako každý syntetický instrument, je optimizace investičních charakteristik jako jsou výnosnost/riziko, analytický objem informace. Např. situace na trhu, kdy srovnávací fundamentální analýza dvou společností je méně protikladnou a vyžaduje méně prostředků, než odhad investiční atraktivity každé společnosti, jako je např. Google/'Apple.
Na základě kompozitního instrumentu může být sestaven investiční portfolio. Proto dle modelu GeWorko kotační část se stanoví ekvivalentním objemem amerických dolarů, a podkladová část je vzorcem portfolia:
{\displaystyle PCI={\frac {\sum _{i=1}^{M}N_{i}\cdot P_{B}^{i}(USD)}{N(USD)}}}
Všechny operace jsou prováděny s portfoliovým kompozitním instrumentem, odpovídají standardním operacím nákupu/prodeje tvořeného portfolia.